# Carlos Machado
Carlos Machado (18 czerwca 1980 w Kordobie) – hiszpański tenisista stołowy, o wzroście 174 cm i wadze 68 kg. Mieszka w Priego de Córdoba Członek kadry narodowej i olimpijskiej mężczyzn w tenisie stołowym w Hiszpanii. Zawodnik hiszpańskiego klubu tenisa stołowego Club Cajasur Priego T.M. Jest sponsorowany przez japońską firmę tenisa stołowego Nittaku. W światowym rankingu ITTF najwyżej uplasował się na 105. miejscu. Naukę gry w tenisa stołowego rozpoczął w wieku 7 lat. Stycznia 2000 roku zaczął znajdować się w ścisłej 150 na świecie i pozostaje w niej do dziś. Obecnie jest to najlepszy (zaraz po He Zhiwenie) tenisista stołowy w Hiszpanii i jeden z lepszych w Europie.
- Miejsce w światowym rankingu ITTF: 130
- Styl gry: praworęczny, obustronny szybki blok po topspinie, z nastawieniem na backhand blisko stołu.
- rodzaj trzymania rakietki: europejski

Sprzęt
- Deska: Nittaku Violin
- Okładziny: Coppa JO Silver (grubość podkładu: 2.0 mm; po obu stronach)

## Osiągnięcia
- 2. miejsce w Morocco Open 2009 z serii ProTour